# Caesalpinia clementis
Caesalpinia clementis là một loài thực vật có hoa trong họ Đậu. Loài này được (Britton) León miêu tả khoa học đầu tiên năm 1950.